# Lubert Stryer
Lubert Stryer (ur. 2 marca 1938 w Tiencinie, zm. 8 kwietnia 2024 w Stanford (Kalifornia)) – amerykański biochemik, biolog molekularny i neurobiolog. Był autorem Biochemii (1969), wydanej również w Polsce (1986).

## Życiorys
Urodził się w Chinach, dokąd przed II wojną światową wyemigrowali jego rodzice, będący mieszanym małżeństwem rosyjsko-niemieckim. W 1948 rodzina przeniosła się do Stanów Zjednoczonych.
Ukończył studia na Uniwersytecie Chicagowskim (stopień B.S. z wyróżnieniem, 1957) i Uniwersytet Harvarda (doktor nauk medycznych, magna cum laude, 1961). W latach 1969–1976 był profesorem biofizyki i biochemii molekularnej na Uniwersytecie Yale, następnie profesorem w School of Medicine i (od 1993) neurologii na Uniwersytecie Stanforda, aż do przejścia na emeryturę w 2004. Od 1993 był przewodniczącym rady naukowej firmy Affymetrix.

## Członkostwo w korporacjach naukowych
- Amerykańska Akademia Sztuk i Nauk (od 1975)[5]
- Narodowa Akademia Nauk (od 1984)
- Amerykańskie Towarzystwo Filozoficzne (od 2006)[1]

## Nagrody i wyróżnienia
Wybrane nagrody i wyróżnienia:
- 1970: Eli Lilly Award (nagroda Amerykańskiego Towarzystwa Chemicznego w dziedzinie biologii chemicznej)
- 1992:  Newcomb Cleveland Prize (nagroda American Association for the Advancement of Science)
- 1992: doctor honoris causa University of Chicago
- 1993: Distinguished Inventors Award (nagroda Intellectual Property Owners’ Association)
- 2002: Molecular Bioanalytics Award (nagroda Gesellschaft für Biochemie und Molekularbiologie)
- 2006: European Inventor of the Year Award
- 2006: National Medal of Science – „za wyjaśnienie podstaw biochemicznych wzmocnienia sygnału w procesie widzenia i pionierskie badania, które doprowadziły do rozwoju technologii mikromacierzy genowych oraz w uznaniu jego podręcznika biochemii, z którego skorzystały miliony studentów”[a][6]

## Życie prywatne
Był żonaty i miał dwoje dzieci.